# جون أ. باورز
جون أ. باورز (بالإنجليزية: John A. Powers)‏ هو ضابط أمريكي، ولد في 22 أغسطس 1922 في توليدو في الولايات المتحدة، وتوفي في 31 ديسمبر 1979 في فينيكس في الولايات المتحدة.

## وصلات خارجية
- جون أ. باورز على موقع ديسكوغز (الإنجليزية)